# Laura Dahlmeier
Laura Dahlmeier (Garmisch-Partenkirchen, 22 de agosto de 1993-Pico Laila, 28 de julio de 2025) fue una deportista alemana que competía en biatlón.

## Carrera deportiva
Participó en dos Juegos Olímpicos de Invierno, en los años 2014 y 2018, obteniendo tres medallas en Pyeongchang 2018, oro en las pruebas de velocidad y persecución y bronce en la carrera individual.
Ha ganado 15 medallas en el Campeonato Mundial de Biatlón entre los años 2015 y 2019.

## Fallecimiento
El 28 de julio de 2025, Dahlmeier sufrió un accidente por caída de rocas mientras practicaba montañismo en el pico Laila, Valle de Hushe, Karakórum, Pakistán. Inicialmente se creyó que había resultado gravemente herida, por lo que se inició una operación de rescate, pero los equipos no pudieron llegar a su ubicación debido a las malas condiciones meteorológicas. El 30 de julio de 2025, la gerencia de Dahlmeier confirmó que había fallecido en el accidente; también indicó que Dahlmeier había expresado su voluntad de que nadie arriesgara su vida para rescatarla en caso de accidente y que su cuerpo permaneciera en la montaña.

## Palmarés internacional
| Juegos Olímpicos   | Juegos Olímpicos            | Juegos Olímpicos  | Juegos Olímpicos |
| Año                | Lugar                       | Medalla           | Prueba           |
| ------------------ | --------------------------- | ----------------- | ---------------- |
| 2018               | Pyeongchang (Corea del Sur) | Medalla de oro    | Velocidad        |
| 2018               | Pyeongchang (Corea del Sur) | Medalla de oro    | Persecución      |
| 2018               | Pyeongchang (Corea del Sur) | Medalla de bronce | Individual       |
| Campeonato Mundial |                             |                   |                  |
| Año                | Lugar                       | Medalla           | Prueba           |
| 2015               | Kontiolahti (Finlandia)     | Medalla de oro    | Relevo           |
| 2015               | Kontiolahti (Finlandia)     | Medalla de plata  | Persecución      |
| 2016               | Oslo (Noruega)              | Medalla de oro    | Persecución      |
| 2016               | Oslo (Noruega)              | Medalla de plata  | Salida en grupo  |
| 2016               | Oslo (Noruega)              | Medalla de bronce | Velocidad        |
| 2016               | Oslo (Noruega)              | Medalla de bronce | Individual       |
| 2016               | Oslo (Noruega)              | Medalla de bronce | Relevo           |
| 2017               | Hochfilzen (Austria)        | Medalla de oro    | Persecución      |
| 2017               | Hochfilzen (Austria)        | Medalla de oro    | Individual       |
| 2017               | Hochfilzen (Austria)        | Medalla de oro    | Salida en grupo  |
| 2017               | Hochfilzen (Austria)        | Medalla de oro    | Relevo           |
| 2017               | Hochfilzen (Austria)        | Medalla de oro    | Relevo mixto     |
| 2017               | Hochfilzen (Austria)        | Medalla de plata  | Velocidad        |
| 2019               | Östersund (Suecia)          | Medalla de bronce | Velocidad        |
| 2019               | Östersund (Suecia)          | Medalla de bronce | Persecución      |